# Nashil Pichen
Nashil Pichen, właśc. Nashil Pinchen Kazembe (ur. 1932, zm. 1991) – muzyk z Rodezji (współczesnej Zambii), odnoszący największe sukcesy w latach 50. XX wieku.